# Ogata Akira
Ogata Akira (jap. 緒方 章; * 26. Oktober 1887 in der Präfektur Osaka, Japan; † 22. August 1978) war ein japanischer Pharmakologe, Doktor der Pharmazie und emeritierter Professor an der Universität Tokio. Er begründete die Endokrinologie in Japan und hatte großen Einfluss auf die Entwicklung der japanischen Pharmaindustrie.
1912 erlangte er einen Universitätsabschluss der medizinischen und pharmazeutischen Fakultät der Universität Tokio, an der er unter Nagai Nagayoshi studiert hatte. 1919 erhielt er einen Abschluss der Humboldt-Universität zu Berlin, an der er pharmakologische Experimente durchgeführt hatte.
1919 synthetisierte er als erster Methamphetamin in kristalliner Form, in dem er eine Reduktion von L-Ephedrin unter Verwendung von Iodwasserstoffsäure und rotem Phosphor durchführte.
1920 wurde er als Assistenzprofessor an die Medizinische Fakultät der Universität Tokio berufen und lehrte dort bis 1948.